# مخطمانية
المخطمانية (الاسم العلمي: Rhynchonellata) هي طائفة من عضديات الأرجل تتبع شعيبة مخطميات الشكل.

## التصنيف
- رتبة المخطميات
  - فوق فصيلة †المخطمينات
    - فصيلة †المخطمات
      - أسرة †المخطماوات
        - جنس †المخطمة
- رتبة †الملولبيات
  - رتيبة †ملولبينات وأشباهها
    - فوق فصيلة †الملولبينات
      - فصيلة †الملولبات
        - جنس †الملولبة